# 조선대학교 여자중학교
조선대학교 여자중학교(朝鮮大學校 女子中學校)는 대한민국 광주광역시 동구 지산동에 있는 사립 중학교이다.

## 학교 연혁
- 1947년 9월 29일 : 조선대학교 산하 각급학교 설립
- 1961년 11월 18일 : 기존 조선대학교부속중학교여자부에서 조선대학교여자중학교로 분리
- 1961년 12월 1일 : 초대 교장 김인곤 선생 취임
- 1970년 2월 13일 : 중학교 평준화로 조선대학교 여자고등학교와 분리
- 1995년 1월 25일 : 5층 교사 증축
- 1996년 7월 16일 : 신관 3층 신축
- 2003년 2월 10일 : 다목적 강당 기공식
- 2011년 3월 1일 : 교육복지우선지원사업 실시. 교육복지실 개소
- 2022년 3월 17일 : 두드림학교 운영
- 2022년 3월 20일 : 학교폭력예방교육(어울림) 운영학교 선정
- 2023년 1월 3일 : 제62회 졸업생 배출(총 졸업생 24,070명)
- 2023년 3월 2일 : 자치학교 운영
- 2025년 3월 2일 : 제18대 교장 채현석 선생 취임

## 참고 자료
- 조선대학교 여자중학교 - 한국교육학술정보원 학교알리미